# جون فولتون (كاتب)
جون فولتون (بالإنجليزية: John Fulton)‏ (14 نوفمبر 1967)؛ روائي أمريكي. درس في جامعة ميشيغان.